# 祐漢第一街 (巴士站)
祐漢第一街（葡萄牙語：Rua 1 Iao Hon）位於澳門花地瑪堂區祐漢第一街的一個中途站，澳巴10、27、29路線停靠本站。

## 歷史
- 2016年9月4日，交通事務局在祐漢新村第一街近吉祥樓增設臨時站，10、10X、27路線臨時停靠本站。[1][2]

- 2016年9月30日，本站正式啟用，命名為「祐漢第一街」。[3][4]

- 2017年8月23日，颱風天鴿襲澳，關閘總站受到嚴重風暴潮破壞，10X路線總站改為本站。

- 2021年1月4日，10X路線新增本站。[5]

- 2022年7月18日至7月28日，因應祐漢吉祥樓實施封控措施，本站暫停使用。停靠本站路線臨時停靠「永定街」站。[6]

- 2024年6月1日起，10X路線與原29路線合併，29路線新增停靠此站。[7]

## 路線資料
| 澳巴 | 10 | 關閘 關閘總站   | 媽閣 輕軌媽閣站 媽閣交通樞紐 | - 黑沙環（龍園、望廈、飛通大廈） - 外港碼頭 - 金蓮花廣場及大賽車博物館 - 萬龍酒店及理工大學 - 羅理基（東方拱門、治安警察局） - 約翰四世大馬路 - 新馬路 - 河邊新街（司打口、下環） - 媽閣廟 |
| 澳巴 | 27 | 望廈            | ↺ 青洲 青洲總站              | - 蓮峰廟 - 青洲大馬路（北區警司處、嘉應花園） - 青茂口岸及青蔥大廈 - 美樂花園 - 工業園街（跨境工業區）                                                                                     |
| 澳巴 | 29 | ↺ 青洲 青翠花園 | 城市日前地                   | - 黑沙環（龍園、望廈、飛通大廈） - 外港碼頭 - 金蓮花廣場及大賽車博物館 - 萬龍酒店及理工大學 - 羅理基（東方拱門、治安警察局） - 葡京酒店 - 皇朝（凱旋門、永利、美高梅）                     |

## 鄰近公共運輸站
M7 關閘馬路（Istmo F. Amaral）
路線：3、3X、16、16S、17、25
M228 祐漢第二街（Rua 2 Iao Hon）
路線：22
M282 永定街（Rua da Serenidade）
路線：18、18B

## 外部連結
- 澳巴官方網站 （繁體中文） （页面存档备份，存于）